# Itacuphocera ocellaris
Itacuphocera ocellaris là một loài ruồi trong họ Tachinidae.